# Jay Hambidge
Jay Hambidge, eigentlich Edward John Hambidge (* 13. Januar 1867 in Simcoe (Ontario); † 20. Januar 1924), war ein in Kanada geborener US-amerikanischer Maler und Kunsthistoriker.

## Leben
Jay, der Sohn von George Fowler Hambidge und dessen Frau Christina Shields, das älteste von neun Kindern des Ehepaares, besuchte die Grundschule in seinem Geburtsort, lief 1882 aus dem Elternhaus weg und war im reichlich 1400 Kilometer entfernten Council Bluffs als Gehilfe bei der Landesvermessung tätig. Drei Jahre später begann er in Kansas City eine Lehre in einer Druckerei. Aufgestiegen zum Reporter beim Kansas City Star ging er nach New York City zum New York Herald. Nebenher studierte er in der zweiten Hälfte der 1890er Jahre bei William Merritt Chase an der Art Students League of New York Malerei und wirkte als Illustrator für die Magazine Century (1894–1913), Collier’s, St. Nicholas, Harper’s Monthly, Scribner’s und McClure’s. In der Art Students League freundete er sich mit dem Illustrator Walter Appleton Clark an, teilte mit ihm das Atelier und stellte mit ihm gemeinsam 1900 in Paris und 1904 in St. Louis aus.
Richard Watson Gilder, der Herausgeber des Century-Magazins, hatte Hambidge um 1900 nach Agrigent geschickt. Ausgrabungen griechischer Kunstwerke sollten in Zeichnungen festgehalten werden. Als Hambidge am 2. November 1902 aus Sizilien heimkehrte, präsentierte er seine neue Theorie zur Formensprachen diverser griechischer Meister. Der als Kunsttheoretiker noch gänzlich Unbekannte wurde vom Archäologen Francis Cranmer Penrose zum Ausbau seiner Gedankengänge ermuntert. Der Maler Jay Hambidge trat in den folgenden Jahren mit mehreren Buchveröffentlichungen zur Theorie von der Symmetrie mittels dynamischer Rechtecke hervor. Der Autor erläuterte in seinen Büchern, wie die Griechen ihre Kunstwerke vermutlich proportioniert hatten. Es ging Hambidge bei der Konstruktion des rechteckigen Gebildes Gemälde auch um das Nachbilden gewisser Konstruktionsprinzipien in der Natur, die auf die Fibonacci-Zahlenfolgen führen. Hambidges Proportionalitätstheorie wurde 1920 von Edwin M. Blake kritisiert. Dennoch wandten etliche Künstler jener Zeit – wie zum Beispiel George Bellows, Maxfield Parrish, Robert Henri, Kathleen Munn und Helen E. Hokinson – diese Theorie an. Allerdings empfand Norman Rockwell, der ebenfalls mit den Rechtecken experimentierte, die dahinterstehende Zahlentheorie als gar zu restriktiv. Der Autor selbst beteiligte sich dessen ungeachtet unermüdlich an der Erläuterung dieser Theorie in seinem Magazin The diagonal; lehrte an den Universitäten Yale und Harvard. Während Jay Hambidge am 20. Januar 1924 über seine Theorie vortrug, erlitt er einen Schlaganfall und starb wenige Stunden später.
Jay Hambidge hatte am 1. Januar 1889 Cordella Selina De Lorme Hambidge geheiratet. Das Paar bekam vier Kinder. Der Vater verließ die Familie 1914 und war künftig mit Mary Crovatt aus Brunswick (Georgia) zusammen.

## Werke (Auswahl)
- Dynamic symmetry. The Greek vase. New Haven (Connecticut) 1920  (archive.org)
- The Parthenon and other Greek temples. Their dynamic symmetry. Vorwort: Lacey D. Caskey. New Haven (Connecticut) 1924  (archive.org)

### Herausgeber
- The diagonal. Monatlich erscheinendes Magazin. New Haven (Connecticut) November 1919 (HathiTrust)